# Saint-Jean-de-Barrou

Saint-Jean-de-Barrou este o comună în departamentul Aude din sudul Franței. În 1 ianuarie 2022 avea o populație de 269 de locuitori.